# 宇宙2251
宇宙2251（俄语：Космос-2251）是一顆俄羅斯天箭座2M軍事通訊衛星，也是第一起衛星碰撞事故的人造衛星之一。1993年6月16日，搭載宇宙2251的宇宙3號M型運載火箭從普列謝茨克航天發射場132號站點發射升空，並進入低軌道·。由於天箭座衛星的使用壽命為5年，俄羅斯政府報告宇宙2251衛星已經在1995年停止運作。不過俄羅斯將這顆廢棄的衛星留在軌道擁擠處，而未設法讓衛星離開軌道。
2009年2月10日，宇宙2251衛星和美國銥衛星33號在西伯利亞北部（泰梅爾半島）上空790公里處發生碰撞，兩個衛星均遭到摧毀，並且產生大量太空垃圾。